# Toast Records
Toast Records var ett italienskt självständigt skivbolag baserat i Torino som grundades 1985 av Giulio Tedeschi. Kända artister på bolaget var bland andra Statuto, No Strange, Fleurs du Mal och Marcello Capra.

## Diskografi

### Album
| 1985 | No Strange               | No Strange                       |
| 1988 | Afterhours               | All the Good Children Go to Hell |
| 1989 | Vegetable Men            | It's time to change              |
| 1989 | Statuto                  | Senza di lei                     |
| 1993 | Incontrollabili Serpenti | Incontrollabili serpenti         |
| 1994 | Fleurs du Mal            | Indian-world                     |

### CD
| 1998 | Marcello Capra                                   | Danzarella                  |
| 1999 | Steve Sperguenzie & the Incredible Lysergic Ants | 5 Investigators             |
| 2002 | Karmablue                                        | Erratico Estatico           |
| 2004 | Roulette Cinese                                  | Che fine ha fatto Baby Love |
| 2007 | Trenincorsa                                      | La Danza dei sogni          |
| 2007 | Marcello Capra                                   | Ritmica-mente               |
| 2009 | Jambalaya                                        | Quando vola lo struzzo      |